# Estação Ferroviária da Trofa
A Estação Ferroviária de Trofa é uma interface da Linha do Minho, que serve a localidade da Trofa, em Portugal.

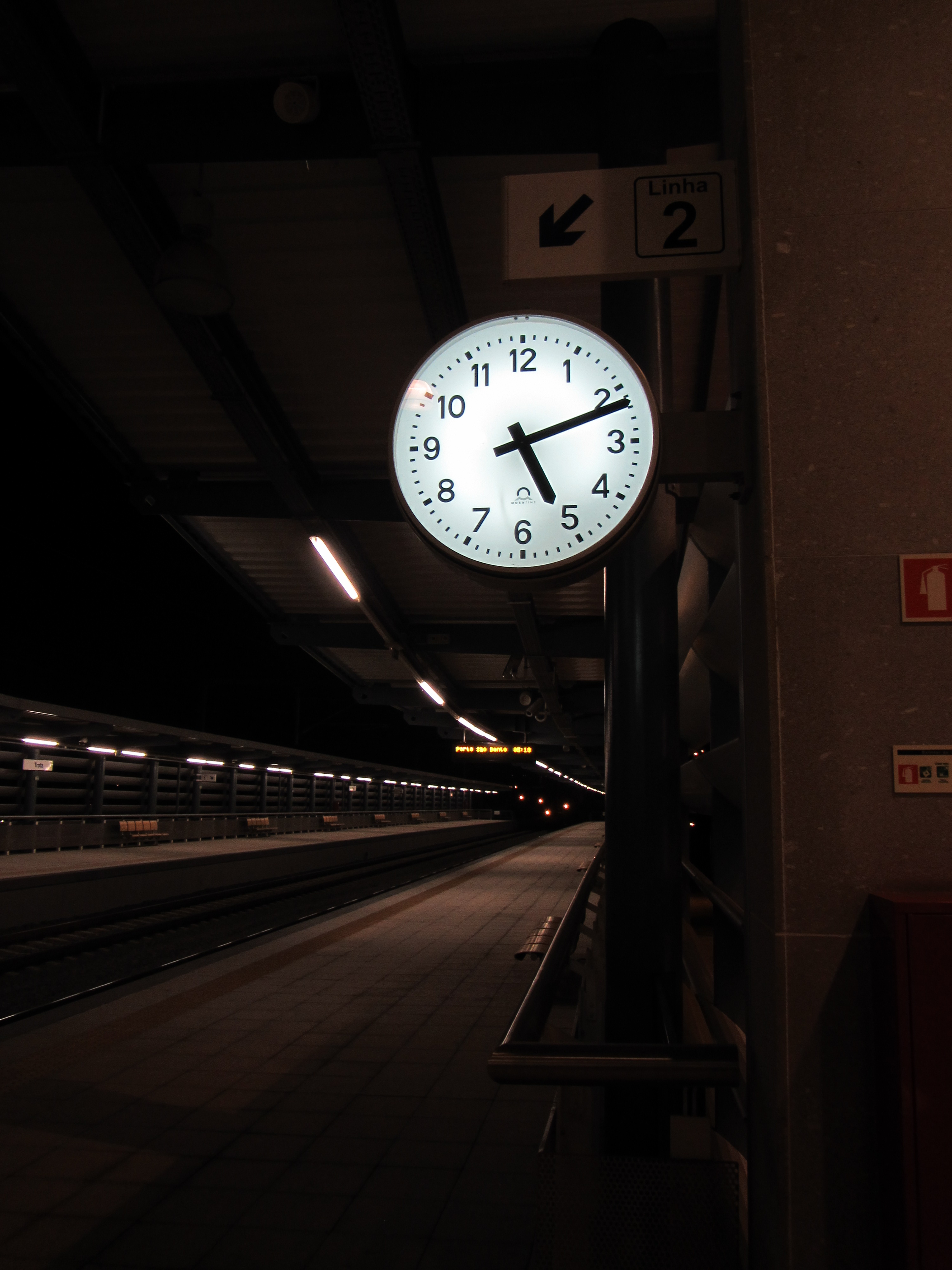
Relógio da estação, à noite.

## Descrição

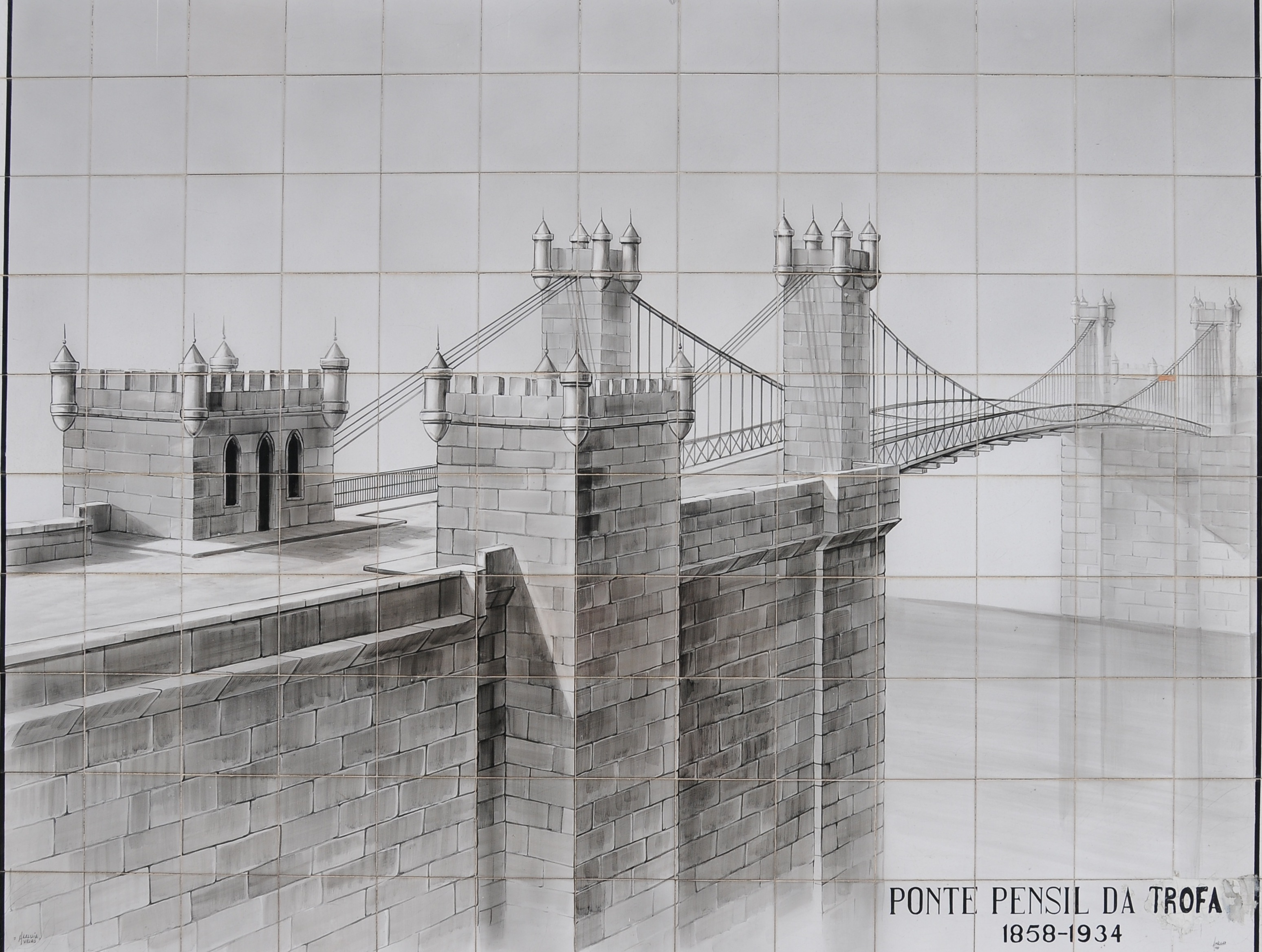
A Ponte Pênsil da Trofa, que inspirou o design da nova estação.

### Localização e acessos
A estação ferroviária da Trofa situa-se no lugar de Paradela, junto às ruas Poeta Cesário Verde e Alfredo Guedes Machado, nas proximidades da igreja nova.

### Infraestrutura
A interface é composta por um só edifício de dois pisos, dividido em cinco tramos. No piso inferior, encontram-se as bilheteiras, uma cafetaria e uma zona comercial, e no piso superior situam-se as plataformas e as vias, estendendo-se ao longo de um viaduto em ambas as direcções com um comprimento de 320 m.
Esta disposição da estação, inspirada na antiga Ponte Pênsil da Trofa, permite a livre circulação pedonal e rodoviária, maximizando desta forma a interoperabilidade entre os diferentes meios de transporte.

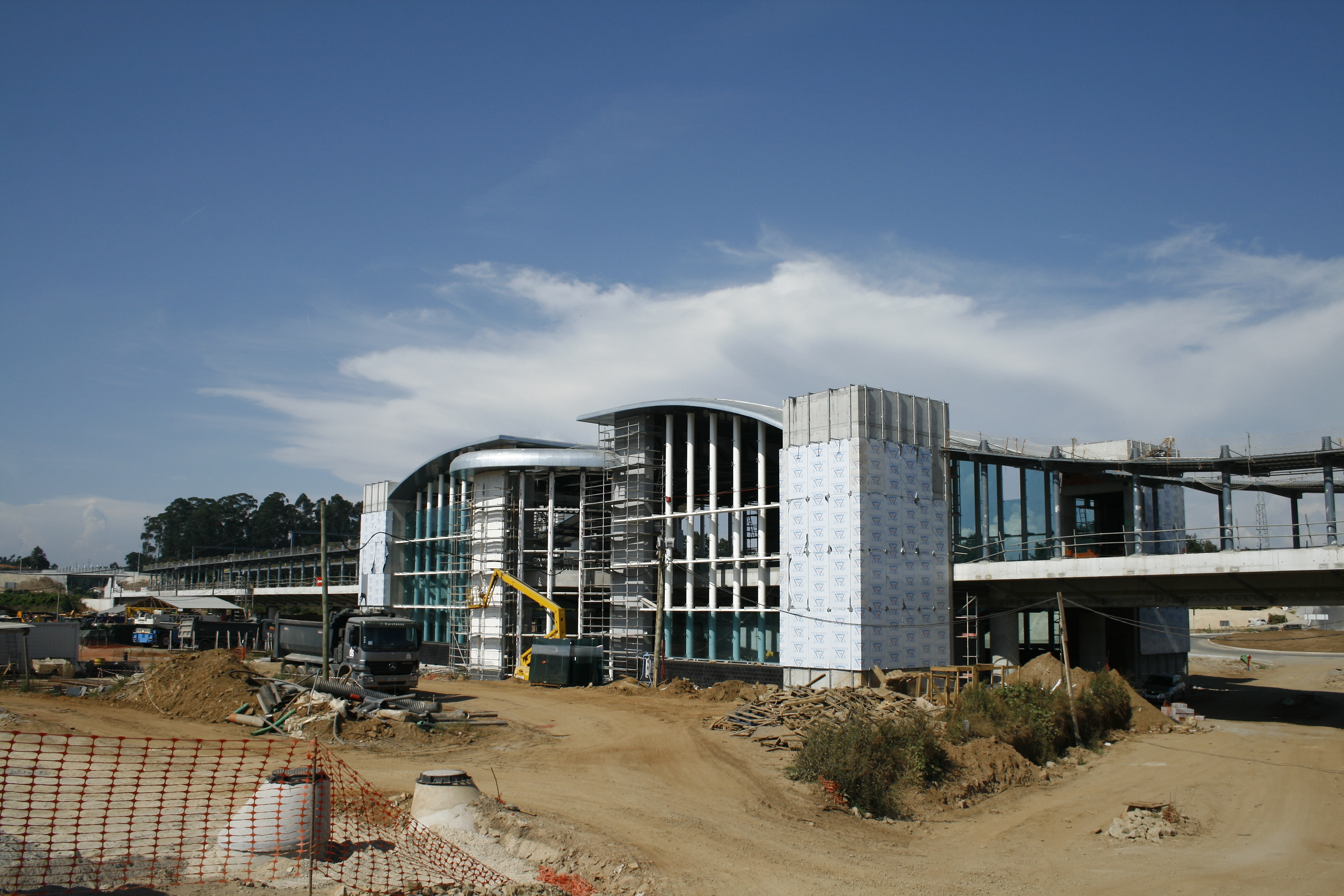
A (nova) estação da Trofa em construção, em 2010.

A cobertura do edifício é composta por três superfícies desniveladas; as coberturas laterais, que apresentam uma forma quadrada, com um perfil longitudinal ondulado, são constituídas por vigas alveolares, com 27,20 m de vão, que são apoiadas pelos pilares das fachadas, e por uma chapa duplamente nervurada, auto-portante, apresentando vãos de 4 m. Já a cobertura central, com um formato elíptico, como uma carapaça, é formada, igualmente, pela chapa das coberturas laterais, sendo suportada por uma malha de madres e de vigas arqueadas, que se apoiam nos pendurais de duas treliças, amparadas por paredes. Quanto às alas do edifício, de disposição paralela à do viaduto, albergam dois núcleos de betão armado, duas paredes no cruzamento das coberturas laterais e da cobertura central, e os núcleos dos elevadores, no eixo de simetria. Entre os elementos de betão armado, encontram-se os painéis das fachadas, sustentados por pilares metálicos, que apresentam uma altura média de 16 m e encontram-se afastados 2 m entre si. Na borda das coberturas, no topo dos pilares, encontram-se palas, que asseguram o travamento da cobertura e dos pilares na horizontal. Os pilares debaixo das coberturas laterais apresentam igualmente palas em três níveis, que lhes servem de travamento e também são utilizadas como quebra-sol a luz solar. Entre os núcleos dos elevadores e as plataformas de embarque, no piso superior, encontram-se lajes de planta semi-elíptica, suspensas na cobertura por tirantes. As fundações do edifício apresentam uma estrutura indirecta, sendo suportadas por estacas com uma extensão média de 6,50 m. No total, a área do edifício em planta é de aproximadamente 1750 m². Os consumos de betão e de aço estrutural foram estimados em respectivamente 1500 m³ e 333 t.
A estação foi projectada pela empresa Grid, enquanto que as obras estiveram a cargo da construtora Opway.

### Serviços
A estação é utilizada por serviços Alfa Pendular, Intercidades, Regionais, InterRegionais e urbanos.

## História

### Década de 2000
No Século XXI, procurou-se desviar o traçado da Linha do Minho na zona da Trofa, de forma a que este deixasse de circular pelo centro daquela cidade, o que causava diversos problemas de segurança, e devido à localização da estação da Trofa dentro do lanço em causa, decidiu-se construir uma nova interface. Por outro lado, a antiga estação já se encontrava desde há alguns anos num avançado estado de degradação. O novo traçado desviado do centro da cidade resultou num encurtamento da Linha do Minho em 490 m;:18 o custo total da obra, incluido a nova estação e os 3550 m do novo traçado, com um túnel de 1,4 km, aterro e trincheiras, e todo o equipamento de sinalização, ficou em 66,3 M€, excedendo ligeiramente o valor orçamentado de 65 M€.
A 12 de Fevereiro de 2010, a então presidente da Câmara Municipal da Trofa, Joana Lima, visitou as obras da Variante da Trofa, prevendo que esta ligação estivesse concluída em poucos meses.

### Década de 2010
A antiga estação da Trofa foi encerrada a 14 de Agosto de 2010, passando todos os serviços a serem realizados na nova estação, que foi inaugurada no dia seguinte. Na madrugada de 26 de Novembro do mesmo ano, uma das entradas da estação foi gravemente danificada por um camião desgovernado e respetivo semi-reboque que, tendo colidido com veículo análogo no arruamento anexo, franqueou a entrada pedonal e penetrou a área de circulação de passageiros no piso térreo, causando ainda assim apenas dois feridos ligeiros na pessoa dos respetivos motoristas, a cujo desrespeito pela sinalização a causa do acidente foi atribuída.
Em Fevereiro de 2013 entrou em vigor uma resolução de iniciativa camarária que determina que todas as carreiras de transporte coletivo rodoviário que operam no concelho tenham paragem na estação — medida tomada com a participação dos diversos operadores: Metro do Porto, Arriva, Transdev, Transcovizela, Maia Transportes, e Auto Viação Pacense; no mesmo ensejo foi manifestada pela Autoridade Metropolitana de Transportes do Porto anuência ao pedido de alargamento à Trofa da área de utilização do Andante.

O espaço envolvente à estação passou a ser visto como uma nova centralidade em Trofa, tendo sido palco de eventos públicos — religiosos, comerciais, e desportivos. Em 2019, o ministro Pedro Nuno Santos foi questionado no Parlamento pela deputada e ex-autaca trofense Joana Ferreira Lima acerca  da escassez de lugares no parque de estacionamento automóvel anexo à estação.

## Leitura recomendada
- Variante da Trofa. Lisboa: Rede Ferroviária Nacional E. P. 2010. 106 páginas. ISBN 978-972-98557-7-1